# Lítium-hidroxid
A lítium-hidroxid szervetlen vegyület, képlete LiOH. Fehér, higroszkópos kristályokat alkotó anyag. Vízben jól, etanolban kis mértékben oldódik. A kereskedelemben anhidrát és monohidrát (LiOH·H2O) formában kapható, mindkettő erős bázis.

## Előállítása és reakciói
A lítium-hidroxidot lítium-karbonát és kalcium-hidroxid reakciójával állítják elő:
Li2CO3  +  Ca(OH)2   →  2 LiOH  +  CaCO3
A kapott hidrátot vákuumban 180 °C-ra melegítve dehidratálják.
Laboratóriumban előállítható lítium vagy lítium-oxid vízben való oldásával. A reakciók egyenlete a következő:
2 Li + 2 H2O → 2 LiOH + H2
Li2O + H2O → 2 LiOH
Ezeket a reakciókat azonban ritkán használják.
Bár a lítium-karbonátot gyakrabban használják, a lítium-hidroxid az egyéb lítiumsók előállításának előanyaga.
pl.: LiOH + HF → LiF + H2O.

## Felhasználása
A lítium-hidroxid fő felhasználási területek a lítiumos kenőanyagok gyártása. Az egyik népszerű anyag a lítium-sztearát, mely vízzel szembeni ellenállóképessége, valamint kis és nagy hőmérsékleten való alkalmazhatósága révén általános célú kenőanyag.

### Szén-dioxid megkötése
A lítium-hidroxidot felhasználják az űreszközök levegőcserélő rendszereiben, tengeralattjárókban és lélegeztető készülékekben, mivel a kilélegzett szén-dioxidot lítium-karbonát és víz keletkezése közben megköti:
2 LiOH·H2O + CO2 → Li2CO3 + 3 H2O
vagy
2LiOH + CO2 → Li2CO3 + H2O
Az utóbbi vízmentes hidroxidot kisebb tömege és kisebb víztermelése miatt előnyben részesítik az űrrepülőgép lélegeztető rendszerénél. 1 gramm vízmentes lítium-hidroxid 450 cm³ szén-dioxid gázt képes megkötni. A monohidrát 100-110 °C-on veszíti el a kristályvizét.

### Egyéb felhasználási területek
A lítium-hidroxidot felhasználják hőátadó közegként, illetve elemek elektrolitjaként. Kerámiákban és bizonyos Portland cementekben is használják. Nyomottvizes reaktorok hűtővizét 7-es tömegszámú lítiumizotópban dúsított lítium-hidroxiddal lúgosítják a korrózió gátlására.

## Fordítás
Ez a szócikk részben vagy egészben  a   Lithium hydroxide című angol Wikipédia-szócikk ezen változatának fordításán alapul.  Az eredeti cikk szerkesztőit annak laptörténete sorolja fel. Ez a jelzés csupán a megfogalmazás eredetét és a szerzői jogokat jelzi, nem szolgál a cikkben szereplő információk forrásmegjelöléseként.